# Pseudocolochirus
Pseudocolochirus is een geslacht van zeekomkommers uit de familie Cucumariidae.

## Soorten
- Pseudocolochirus unica (Cherbonnier, 1988)
- Pseudocolochirus violaceus (Théel, 1886)